# Křivák (nůž)

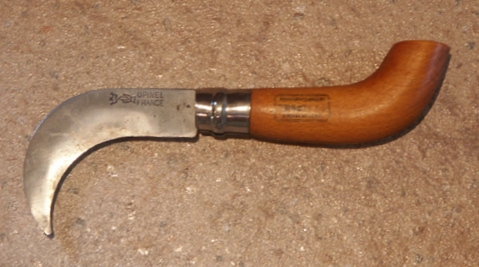
Zahradnický křivák Opinel

Křivák je kapesní zavírací nůž, jenž je charakteristický užitím nebarveného přírodního dřeva na výrobu rukojeti. Podoba rukojeti je soustružená, kterou například produkovali výrobci v oblasti valašských obcí Bystřička či Růžďka, nebo plochá, jež pocházela kupříkladu z oblasti Ratiboře či Hošťálkové. Nože se využívaly jak na území českých zemí, tak rovněž v zahraničí, a to v Rakousku, Rumunsku, nebo v oblastech Uher či Haliče. Využití našly nože jak mezi zahrádkáři, kteří je užívali třeba při roubování, tak u houbařů nebo výrobců metel. Vedle způsobu použití se nože odlišovaly svou výbavou. Výrobky označované „křesáky“ či „křesáčky“ měly na své rukojeti křesadlo z oceli, které sloužilo k rozdělávání ohně. Některé takové nože disponovaly navíc ještě tzv. špárákem využívaným při čištění dýmek.
V oblasti Valašska se navíc vyráběl „sprašný křivák“ či „skotný křivák“, což byl velký nůž s dutou rukojetí, ve které měl uloženo od deseti do padesáti miniaturních křiváčků. Jako upomínku ho věnoval například farář a současně starosta v Pržně panovníku Františku Josefu I. roku 1854 při příležitosti šlechticových zásnub. Darem nůž získal roku 1928 i tehdejší československý prezident Tomáš Garrigue Masaryk během své návštěvy Vsetína.